# Claustropyga subcorticis
Claustropyga subcorticis är en tvåvingeart som först beskrevs av Werner Mohrig och Nina Krivosheina 1985.  Claustropyga subcorticis ingår i släktet Claustropyga och familjen sorgmyggor. Arten är reproducerande i Sverige. Inga underarter finns listade i Catalogue of Life.